# Gyűrűszalagos krait
A gyűrűszalagos krait (Bungarus fasciatus) a hüllők (Reptilia) osztályába, a pikkelyes hüllők (Squamata) rendjébe és a mérgessiklófélék (Elapidae) családjába tartozó faj.

## Előfordulása
Délkelet-Ázsiában honos. Vízközeli erdők és síkságok lakója.

## Megjelenése

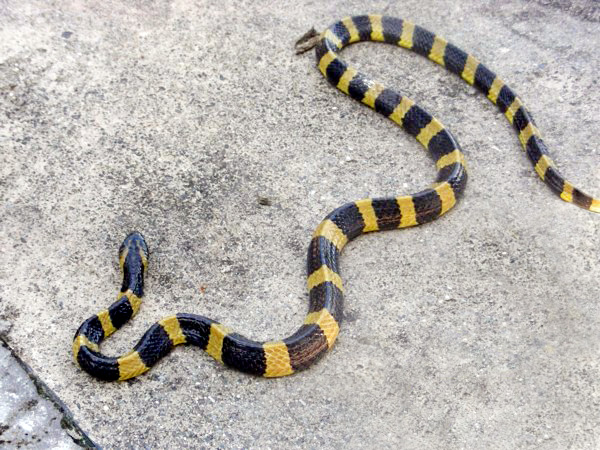
Bungarus fasciatus

Színe fekete, sárga vagy világos sávokkal. Testének keresztmetszete háromszög alakú. Hossza 1,5–2,3 méter.

## Életmódja
Éjjel aktív, nappal elrejtőzik.

## Táplálkozása
Fő táplálékai rágcsálók és kisebb méretű hüllők.

## Szaporodása
Fészekalja 6–12 tojásból áll.

## Külső hivatkozás
- Képek az interneten a fajról